# Olga Papikian
Olga Papikian (* 1977 in Moskau) ist eine armenischstämmige Pianistin und Sopranistin.
Papikian absolvierte ihre musikalische Ausbildung am Moskauer Tschaikowsky-Konservatorium und der Universität Luzern. Sie tritt als Pianistin und als Sängerin in Oratorien, Opern und mit Kunstliedern auf. Sie gewann Preise bei mehreren internationalen Musikwettbewerben. Sie ist auf Musikfestivals aufgetreten, darunter Moskau, Twer, Wien und Novi Sad. Sie arbeitete mit verschiedenen Orchestern zusammen, darunter dem BBC Orchestra of Wales, der Staatliche Philharmonie Jaroslawl und dem Moskauer Philharmonischen Orchester.